# Rue Greffulhe
Pour les articles homonymes, voir Greffulhe.
La rue Greffulhe est une voie du 8e arrondissement de Paris.

## Situation et accès
Elle commence entre les 8 et 10 de la rue de Castellane et se termine entre les 29 et 31 de la rue des Mathurins.
Le quartier est desservi par les lignes 3 et 9 à la station Havre-Caumartin.

## Origine du nom

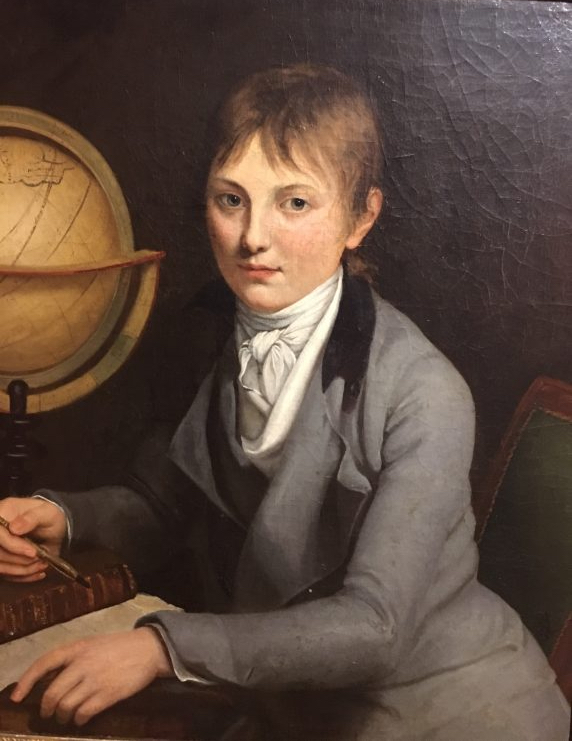
Charles Greffulhe.

La rue doit son nom au comte Charles Greffulhe, propriétaire des terrains sur lesquels elle a été percée en 1839 (voir « Rue d'Astorg »).

## Historique
Cette rue est ouverte et prend sa dénomination actuelle, en 1839, sur les terrains des comtes de Ségur et de Greffulhe.

## Bâtiments remarquables et lieux de mémoire

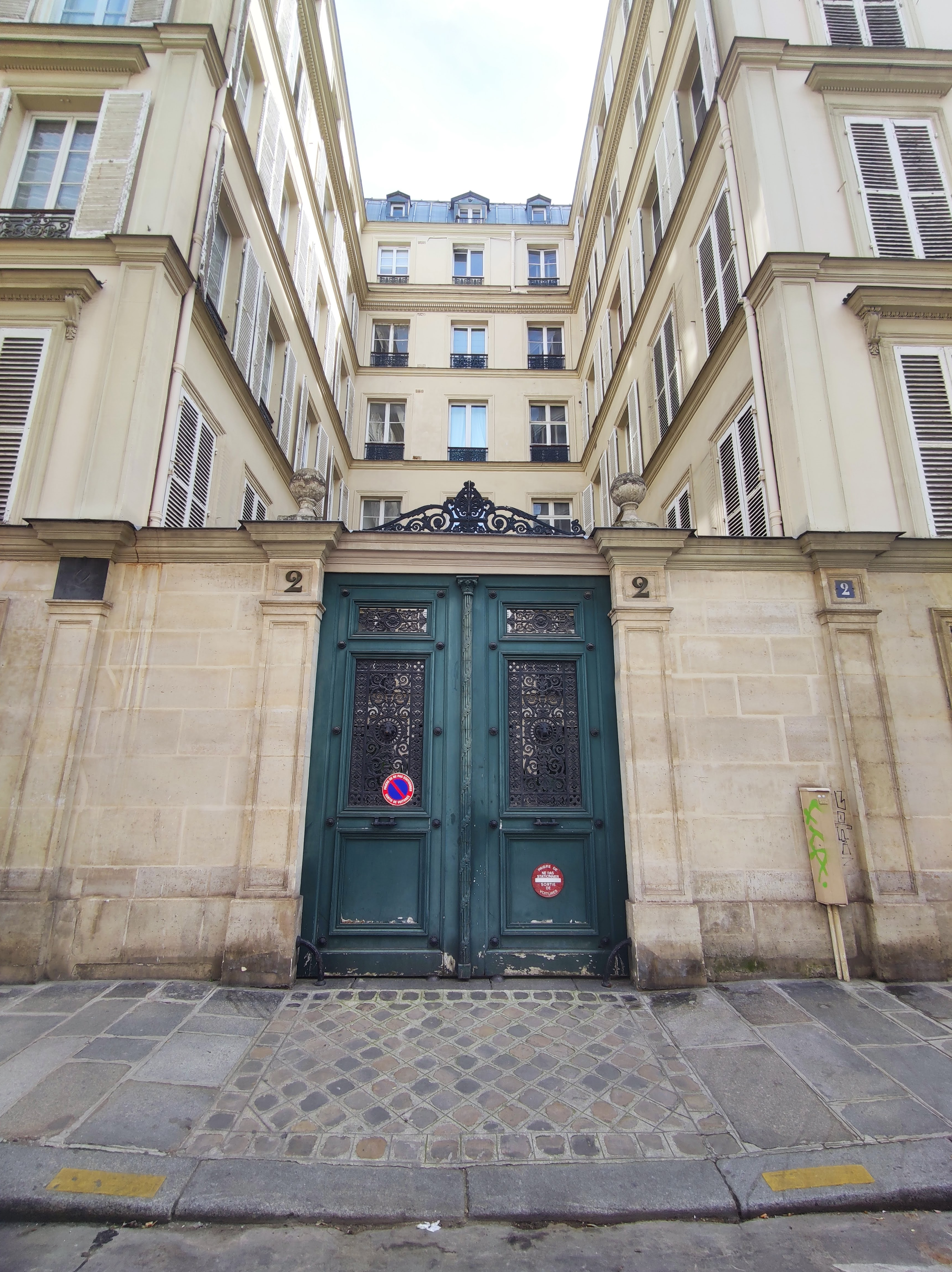
No 2.

N° 8 : siège de la Police aux questions juives (PQJ) d'octobre 1941 à novembre 1942, où nombre de juifs furent sévèrement interrogés avant d'être placés en détention, par exemple au dépôt de la préfecture de Police sur l'Île de la Cité. 
- No 5 : le compositeur Georges Hugon a vécu dans cette maison jusqu'à sa mort en 1980 (plaque commémorative).
- No 7 : le compositeur Reynaldo Hahn est mort dans cette maison le 28 janvier 1947 (plaque commémorative).
- No 10 : Ferdinand Norris, connu sous le titre de prince duc Norreys de Longjumeau, habitait à cette adresse[3].